# Darren Fletcher
Darren Barr Fletcher (Edimburgo, 1 de fevereiro de 1984) é um ex-futebolista escocês que atuava como volante.

## Carreira
Fletcher atuava no meia central. Iniciou sua carreira profissional em 2002 vindo das categorias de base do Manchester United, da Inglaterra.
Com a saídas do elenco de Nemanja Vidić e Patrice Evra, assim como a chegada do treinador Louis van Gaal, foi designado vice-capitão da equipe.
No dia 2 de fevereiro de 2015, último dia da janela de transferências inglesa, foi contratado pelo West Bromwich Albion, também da Premier League, a custo zero.

## Seleção Escocesa
Estreou pela Seleção Escocesa principal em 28 de agosto de 2003 ante a Noruega. Assumiu a função de capitão no ano seguinte, em 2004, com apenas vinte anos de idade, na gestão do treinador Berti Vogts.

## Títulos
Manchester United
- Premier League: 2006-07, 2007-08, 2008-09 e 2010-11, 2012-13
- Liga dos Campeões: 2007–08
- Mundial de Clubes da FIFA: 2008
- Copa da Inglaterra: 2004
- Copa da Liga Inglesa: 2006 e 2009
- Supercopa da Inglaterra: 2003, 2007, 2008 e 2010

Seleção Escocesa
- Copa Kirin: 2006